# Bremen (Ohio)
Bremen – wieś w USA, w stanie Ohio, w hrabstwie Fairfield.
Liczba mieszkańców w 2000 roku wynosiła 1 265.